# Japonica
Pour le décapode communément appelé crevette Japonica, voir Caridina japonica.
Genre
Le genre Japonica regroupe des insectes lépidoptères de la famille des Lycaenidae et de la sous-famille des Theclinae.

## Historique et dénomination
Le genre a été décrit par James William Tutt en 1907.
Ils résident dans l'est de l'Asie.

## Liste des espèces
- Japonica bella Hsu, 1997
  - Japonica bella lao Koiwaya, 2000 ; dans le nord du Laos.
  - Japonica bella myanmarensis Koiwaya, 2000
- Japonica lutea (Hewitson, 1865) dans le nord de la Chine et en Corée.
  - Japonica lutea lutea au Japon.
  - Japonica lutea adusta (Riley, 1939)
  - Japonica lutea dubatolovi Fujioka, 1993
  - Japonica lutea gansuensis Murayama, 1991
  - Japonica lutea patungkoanui Murayama, 1956 ; à Taïwan.
  - Japonica lutea tatsienluica (Riley, 1939)
- Japonica onoi Murayama, 1953 ; au Japon et en Corée.
  - Japonica onoi onoi
  - Japonica onoi mizobei (Saigusa, 1993)
- Japonica saepestriata (Hewitson, 1865) dans le nord-est de la Chine, en Corée et au Japon.
  - Japonica saepestriata saepestriata
  - Japonica saepestriata gotohi Saigusa, 1993
  - Japonica saepestriata takenakakazuoi Fujioka, 1993 ; dans le centre de la Chine.